# Natuurreservaat Döman
Natuurreservaat Döman is sinds 1997 een Zweeds natuurreservaat binnen de Pite-archipel. Het is met 74 hectare een klein reservaat; het bestaat uit zeewater en de daarin gelegen eilanden Döman en Gråsjälen, samen ongeveer 15 hectare.